# Shillourokambos
Lo scavo di Shillourokambos è sito archeologico neolitico posto in prossimità di Parekklisha, 6 km ad est di Limassol a Cipro. Temporalmente viene collocato tra il 7800 ed il 7600 a.C. (fine PPNB medio).
Qui è stato ritrovato uno dei primi pozzi della storia. Il ritrovamento di segni di allevamento bovino, in una isola dove le specie non erano endemiche ha aperto un dibattito scientifico sopra l'origine delle migrazioni neolitiche nel mediterraneo.